# Enola Chiesa
Enola Chiesa (* 16. Juli 2000 in Valenza) ist eine italienische Tennisspielerin.

## Karriere
Chiesa spielt hauptsächlich auf der ITF Women’s World Tennis Tour, wo sie bislang drei Doppeltitel gewann.
2019 erreichte sie im März zusammen mit ihrer Partnerin Valentina Losciale ihr erstes ITF-Doppelfinale, das die beiden gegen Elena Milovanović und Wiktorija Dema mit 4:6 und 3:6 verloren.
2021 stand sie im September im Hauptfeld der Doppelkonkurrenz der mit 60.000 US-Dollar dotierten Elle Spirit Open. Sie verlor mit ihrer Partnerin Stefania Rubini die Erstrundenpartie gegen Jenny Dürst und Valentina Ryser mit 4:6 und 2:6.
2022 qualifizierte sie sich im Mai für das Hauptfeld im Dameneinzel der Carinthian Open, wo sie ihre Erstrundenbegegnung gegen Nika Radišić mit 1:6, 7:5 und 3:6 verlor. Im Doppel unterlag sie mit Aurora Zantedeschi gegen Weronika Falkowska und Gergana Topalowa ebenfalls in der Auftaktbegegnung mit 5:7 und 1:6. Im Juni trat sie mit Gloria Ceschi bei den Internazionali Femminili di Tennis Città di Caserta im Doppel an, wo die beiden mit 4:6 und 2:6 gegen Denise Valente und Arianna Zucchini verloren. Im Juni verlor sie mit Partnerin Sina Herrmann bei den Carinthian Ladies Lake’s Trophy IV ihre Erstrundenbegegnung mit 7:67, 2:6 und [8:10] gegen Manca Pislak und Ingrid Vojčináková. Im August stand sie mit Jessica Bertoldo im Finale der Doppelkonkurrenz des ITF-Turniers in Solarino, das sie mit 3:6 und 4:6 gegen Virginia Ferrara und Giorgia Pedone verloren. Ende August verlor sie das Finale der Einzelkonkurrenz des ITF-Turniers in Norrköping gegen Laura Hietaranta mit 0:6 und 0:6. Bei den Elle Spirit Open verlor sie mit ihrer Partnerin Berta Bonardi die Erstrundenbegegnung im Doppel gegen Emily Appleton und Elsa Jacquemot mit 2:6, 6:3 und [9:11].
2023 trat sie im Mai mit Briana Szabó im Damendoppel der BTC City Open Otočec 2023 an, wo die beiden gegen Denisa Hindová und Dominika Šalková mit 0:6 und 2:6 verloren. Bei den BMW AHG Cup Horb Ende Juli erreichte sie mit Giorgia Pedone das Viertelfinale im Damendoppel. Im August stand sie mit Samira De Stefano im Finale der Damendoppel-Konkurrenz des ITF-Turniers von Wanfercée-Baulet. Im September gewann sie in Fiano Romano mit Samira De Stefano ihren ersten Titel im Doppel eines ITF-Turniers und stand einen Tag später im Finale des Dameneinzels, das sie gegen Alexandra Alexandrowna Schubladse mit 7:65, 2:6 und 1:6 verlor. Eine Woche stand sie in Kuršumlijska Banja in einem weiteren Einzelfinale, das sie gegen Mara Guth mit 4:6 und 0:2 nach Aufgabe verlor. Im Dezember stand sie in Valencia mit Alessandra Mazzola in einem weiteren ITF-Doppelfinale, das die beiden gegen Tiantsoa Sarah Rakotomanga Rajaonah und Martina Genis Salas mit 6:2, 2:6 und [8:10] verloren.

## Turniersiege

### Doppel
| Nr. | Datum              | Turnier          | Belag   | Kategorie | Partnerin         | Finalgegnerinnen                             | Ergebnis         |
| --- | ------------------ | ---------------- | ------- | --------- | ----------------- | -------------------------------------------- | ---------------- |
| 1.  | 9. September 2023  | Fiano Romano     | ITF W15 | Sand      | Samira De Stefano | Lara Michel Gaia Sanesi                      | 6:1, 6:4         |
| 2.  | 21. September 2024 | Nogent-sur-Marne | ITF W15 | Sand      | Federica Urgesi   | Laura Böhner Chantal Sauvant                 | 6:1, 7:63        |
| 3.  | 16. November 2024  | Nules            | ITF W15 | Sand      | Seone Mendez      | Lorena Solar Donoso Meritxell Teixidó García | 6:2, 3:6, [10:4] |